# Selbstverantwortliches Lernen
Als selbstverantwortliches Lernen (in der Literatur auch selbstgesteuertes, selbstbestimmtes, autonomes oder selbstorganisiertes Lernen genannt) wird der Prozess bezeichnet, bei welchem der Lernende die Möglichkeit hat, den eigenen Lernprozess eigenständig und selbstverantwortlich zu steuern.
Diesem Ansatz liegt die Auffassung zu Grunde, dass das Lernen nicht auf die bloße Aneignung von Inhalten reduziert werden kann. Lernen wird hierbei als Möglichkeit gesehen, den Lernenden den Raum zu geben, um sich selbst zu bilden.
In der Literatur wird der Begriff des selbstverantwortlichen Lernens uneinheitlich definiert. In vielen Ansätzen ist jedoch die Zielvorstellung der Förderung von Selbstbestimmung, Selbstständigkeit und Selbstverantwortung zu finden.

## Begründung für selbstverantwortliches Lernen
Über die Jahre hat die Diskussion um das Konzept des selbstverantwortlichen Lernens immer größeren Anklang in der pädagogischen Welt gefunden. Als Anstoß für die intensive Auseinandersetzung mit der Optimierung des deutschen Schulsystems können die Ergebnisse der PISA-Studie 2000 gesehen werden. Die Leistungen der deutschen Schüler im Lesen, in der Mathematik und in den Naturwissenschaften erweisen sich hier im internationalen Vergleich als unterdurchschnittlich. Auch zeigt die Studie einen hohen Grad an Bildungsungleichheit im deutschen Schulsystem. In Verbindung mit dem Inkrafttreten der UN-Behindertenrechtskonvention wurde die Debatte um den Umgang mit Heterogenität im System Schule größer. Es wurde anerkannt, dass eine große Herausforderung darin besteht, einen Unterricht zu gestalten, der alle Schüler unterstützt und herausfordert. Der Unterricht soll an die individuellen Voraussetzungen (bspw. Vorwissen, Lerntempo) der Lernenden innerhalb einer Lerngruppe angepasst werden. Der lehrerzentrierte Frontalunterricht kann diesen Anforderungen nicht mehr gerecht werden. Bei dieser Unterrichtsform sollen 20 bis 30 Schüler unterschiedlichen Leistungsstands synchron lernen. Das Lerntempo orientiert sich hierbei an einem angenommenen Durchschnitt. Individuelle Lernprozesse sind weitestgehend nicht möglich. Das selbstverantwortliche, selbstgesteuerte Lernen eröffnet die Möglichkeit, Lernen als individuellen Prozess zu gestalten.
Den Schülern wird durch Unterrichtsmethoden und -verfahren (eine Übersicht dieser Methoden findet sich in dem Artikel Selbstgesteuertes Lernen) die Möglichkeit gegeben, selbst ihren Lernprozess vollständig oder teilweise zu gestalten. Somit kann den individuellen Ansprüchen der Schüler entgegen gekommen werden.

## Konsequenzen der Lernform für die Teilnehmer
Die Umstrukturierung des alltäglichen Unterrichts in Richtung zu mehr Selbstbestimmung und Selbstverantwortung seitens der Schüler führt dazu, dass sowohl die Rolle der Lehrenden als auch der Lernenden betrachtet und den neuen Anforderung entsprechend verändert werden muss.

### Rolle der Lernenden
Damit selbstverantwortliches Lernen erfolgreich im Unterricht initiiert werden kann, muss betrachtet werden, welche kognitiven Herausforderungen diese Lernform für die Schüler beinhaltet. Um dies genauer untersuchen zu können, muss sich mit der Lernsituation als solche auseinandergesetzt werden.
Das selbstverantwortliche Lernen wird von sukzessiven Entscheidungsvorgängen begleitet. Es wird zwischen fünf Phasen unterschieden, in welchen das selbstgesteuerte und -verantwortliche Lernen stattfinden kann; Motivieren, Planen, Überwachen, Evaluieren und Regulieren. Diese Phasenabfolge darf jedoch nicht als linear oder streng hierarchisch interpretiert werden. Die Schüler regulieren ihren Lernprozess selbst und entscheiden eigenständig über die Phasenabfolge.
Das selbstverantwortliche Lernen stellt die Schüler vor neue Aufgaben und Herausforderungen. Sie müssen in der Lage sein, eigene Lernziele zu erkennen und auf Grundlage dieser ihren Lernprozess in Gang zu setzen. Während des Lernens muss der Lernende einen ständigen Abgleich zwischen dem Ist- und dem Soll-Zustand durchführen und seine Lernhandlung eventuell dem zuvor selbst gesetztem Ziel anpassen. Er muss sein Lernen selbst regulieren, indem er seinen Lernfortschritt und Lernziele vergleicht und die Effektivität der Lernaktivität ständig kontrolliert.
Auch müssen die Schüler ihr eigenes Arbeitstempo bestimmen und selbst darüber entscheiden, an welcher Stelle sie die Unterstützung von bereitgestellten Arbeitsmaterialien oder der Lehrperson in Anspruch nehmen wollen. Dies setzt einen hohen Grad an Selbstreflexion voraus.

### Rolle der Lehrenden
Im herkömmlichen Unterricht fungieren die Lehrer als Wissensvermittler und Belehrende. Diese Rolle müssen die Lehrenden weitestgehend aufgeben. Vielmehr sollten sie sich in einer unterstützenden und fördernden Rolle begreifen. So muss die Lehrkraft auf die starke Steuerung des Unterrichts verzichten und sich selbst aus dem Mittelpunkt herausnehmen. Den Schülern muss der Raum für Eigeninitiative gegeben werden. Der Lehrkraft kommt hierbei eine beratende, anleitende, anregende und unterstützende Funktion zu.
Den Lernenden verlangt die neue Form des Lernens einen hohen Grad an Selbstverantwortung ab. Diese zu übernehmen, müssen die Schüler zunächst schrittweise lernen. Selbstverantwortliches Lernen bedarf einer sorgfältigen Anleitung und Begleitung durch die Lehrkraft. Eine der zentralen Aufgaben der Lehrenden besteht in der Förderung notwendiger Kompetenzen für selbstgesteuertes Lernen.
Mit zunehmender Selbständigkeit seitens der Schüler nimmt die Lehrkraft immer stärker die Rolle des Lernbegleiters, Moderators und Beraters, Planungshelfers, Motivators und Koordinators ein. Hierbei besteht eine Herausforderung darin, die Balance zu finden, die Schüler auf der einen Seite zu leiten und ihnen auf der anderen Seite Handlungsspielräume zu geben. Während einige Schüler weitestgehend selbständig arbeiten können, benötigen andere Lernende intensivere Unterstützung und Anleitungen. Doch auch die Kinder mit einem höheren Unterstützungsbedarf sollen die Möglichkeit erhalten, das selbständige Arbeiten zu erlernen. Hierbei besteht die Aufgabe der Lehrer darin, die individuelle Entwicklung der Schüler zu beobachten und ihnen diesem entsprechend Hilfestellungen zu geben. Die Lehrperson muss sich bewusst sein, dass sie in den Hintergrund tritt und nicht sofort eingreifen darf. Sie muss den Schülern zutrauen, ihre Problemstellung selbst zu lösen.
Beim selbstverantwortlichen Lernen steht das „Selbst“ d. h. das Individuum im Mittelpunkt. Die Lehrkräfte müssen beachten, dass alle Schüler unterschiedliche Voraussetzungen, Lerngeschwindigkeiten, Aufnahmefähigkeiten, Lerngewohnheiten, -techniken und -strategien besitzen.
Zu den Aufgaben der Lehrer gehört:
- die  Schüler zum selbstverantwortlichen Lernen anzuleiten
- Material für verschiedene Leistungsniveaus zu stellen
- eine passive Rolle einzunehmen, damit der Lernende aktiv werden kann
- den Lernfortschritt der Lernenden zu registrieren und zu kontrollieren
- bei Schwierigkeiten zu helfen
- die Lernenden zu motivieren.[19]

## Kritik, Gefahren, Herausforderungen
Das Konzept des selbstverantwortlichen bzw. selbstgesteuerten Lernens findet in der pädagogischen Theorie und Praxis hohen Anklang. Sowohl Wissenschaftler als auch Praktiker beschäftigen sich mit der neueren Form des Lernens insbesondere im Bereich Schule. Doch neben den positiven Rückmeldungen, die diese Lernform erfährt, gibt es die Kritik, dass das selbstgesteuert Lernen oftmals unkritisch hochgelobt wird.
Ein Punkt, welcher in der Literatur kritisch beleuchtet wird, ist das Problem der Begriffsbestimmung. Es wird kritisiert, dass der Begriff als solcher irreführend sei. Spricht man vom selbstverantwortlichen, -gesteuerten, -bestimmten, -regulierten Lernen, so impliziert dies die Selbstbestimmung des Lernprozesses seitens des Lernenden. Da jedoch die Lernsituation von den Lehrern herbeigeführt ist, steht das Lernen somit unter einem gewissen Grad von Fremdeinwirkung. Die Abgrenzung zwischen „selbst“ und „fremd“ wird bei dem Lernkonzept schwierig.
Auch müssen die Herausforderungen und Gefahren beleuchtet werden, die dieses Lernen mit sich bringt. Zum einen ist der größere Vorbereitungsaufwand für die Lehrer zu nennen. Die Qualität der Unterrichtsmaterialien hat im individualisierten und differenzierten Unterricht eine hohe Bedeutung. Eine größere als in einem traditionellen Unterricht. Die von der Lehrkraft bereitgestellten Materialien müssen Schülern unterschiedlichen Leistungsniveaus gerecht werden. Zudem müssen sie über eine gewisse Offenheit verfügen, welche es den Lernenden ermöglicht, ihren Lernprozess selbst zu steuert. Auch beinhaltet die Lernform Herausforderungen für die Schüler. An sie werden hohe Erwartungen gestellt. Sie müssen ihren Lernprozess selbstverantwortlich steuern. Dies verlangt ihnen einen hohen Grad an Disziplin und Selbstreflexion ab. Eine Gefahr hierbei besteht in der Überforderung der Lernenden. Insbesondere leistungsschwächere Schüler arbeiten in offenen und selbstgelenkten Lernsituationen weniger zielgerichtet und haben Schwierigkeiten, ihren eigenen Lernprozess zu überwachen und effektiv zu steuern. Dementsprechend lernen sie weniger als im lehrergelenkten Unterricht.

## Umsetzung
Das Konzept des selbstverantwortlichen und selbstgesteuerten Lernens wird in der Praxis von Lehrern umgesetzt. Über die Jahre wurden neue Unterrichtsverfahren und -methoden entwickelt, welche die Förderung der Selbstständigkeit der Schüler im Prozess des Arbeiten und Lernens fördern. Einige Schulen gehen einen Schritt weiter und öffnen ihren Unterricht in einem Maße, dass den Schülern die Möglichkeit gegeben wird, ihr Lernen noch stärker selbst zu bestimmen.
An dem Walddörfer-Gymnasium in Hamburg wurde beispielsweise die „Studienzeit“ eingeführt. In dieser Zeit wird nicht im Klassenverband unterrichtet. Die Schüler haben stattdessen die Möglichkeit, in dieser Stunde selbständig und eigenverantwortlich zu arbeiten und sich Inhalte weitestgehend selbst zu erarbeiten. Zu Beginn einer Einheit erhalten die Schüler in jedem Fach eine Übersicht mit Aufgaben, welche sie bis zum Ende der Einheit bearbeitet haben müssen. Sie bestimmen selbst, in welchem Fach sie arbeiten, an welchen Aufgaben und in welchem Tempo. Sie können entsprechend ihrer individuellen Vorlieben allein, zu zweit oder in Kleingruppen arbeiten. Lehrkräfte stehen für Nachfragen und zur Beratung zur Verfügung. In einer Auswertungswoche werden die Ergebnisse dieser freien Arbeitszeit in dem jeweiligen Fachunterricht betrachtet, präsentiert und besprochen. Die Schüler werden an dieses selbstverantwortliche Lernen zu Beginn der fünften Klasse herangeführt. Mit den Klassenlehrkräften werden Methoden und Regeln dieser Arbeitsform besprochen.
Das Walddörfer-Gymnasium ist eine der Schulen, welche die Idee des selbstverantwortlichen Lernens als Anlass zur Umstrukturierung des Unterrichts gesehen haben. Mehrere Schulen haben ähnliche Konzepte und geben den Schülern in weitestgehend freien Arbeitszeiten die Möglichkeit, selbständig zu arbeiten. So sollen die Schüler Verantwortung für ihr eigenes Lernen entwickeln.